# Hans-Joachim Giersch
Hans-Joachim Giersch (* 13. Februar 1933) ist ein ehemaliger deutscher Fußballspieler. In den 1950er Jahren spielte er in der DDR-Oberliga, der höchsten Spielklasse im DDR-Fußball.

## Sportliche Laufbahn
Mit einer enttäuschenden Vorstellung, so Die neue Fußballwoche, begann die später erfolgreiche Karriere des 19-jährigen Hans-Joachim Giersch, als er in der Oberligabegegnung Motor Gera – SG DVP Dresden (0:4) am 9. März 1952 für den verletzten Mittelstürmer Georg Buschner aufgeboten wurde. Es blieb bei diesem einen Einsatz in der Oberligasaison 1952/52. Auch in der Saison 1952/53 zögerte Trainer Oskar Büchner lange, ehe er Giersch im siebten Oberligaspiel der Geraer Betriebssportgemeinschaft (BSG) erneut einsetzte. Diesmal nutzte Giersch seine Chance, mit seinem schnellen Spiel auf der linken Angriffsseite überzeugte er seinen Trainer, der ihn danach in weiteren 21 Oberligaspielen aufbot. Dabei setzte Büchner Giersch variabel auf unterschiedlichen Stürmerpositionen ein, auf denen dieser schließlich vier Tore erzielen konnte. Am Saisonende mussten die Geraer, die inzwischen als BSG Wismut antraten, aus der Oberliga absteigen. In der DDR-Liga-Saison 1953/54 hatte Giersch einen Stammplatz sicher, wurde aber im Angriff wieder auf unterschiedlichen Positionen eingesetzt. In den letzten vier Punktspielen war er rechter Läufer. Insgesamt absolvierte er 23 Ligaspiele und schoss fünf Tore. 
Im Sommer 1954 wurde beim Sportclub der Deutschen Hochschule für Körperkultur (DHfK) in Leipzig eine Sektion Fußball gegründet. Sie sollte dazu dienen, talentierte junge Fußballspieler an die Nationalmannschaft heranzuführen. Zur Vorbereitung wurde ein Sichtungslehrgang durchgeführt, um einen entsprechenden Kader zusammenzustellen. Zu den Eingeladenen gehörte auch der 21-jährige H.-J. Giersch, der überzeugen konnte und in das zukünftige Aufgebot übernommen wurde. Der SC DHfK wurde zur Saison 1954/55 mit zwei Mannschaften (I und II) in die DDR-Liga-Staffeln 2 und 3 eingegliedert. Giersch wurde dem Kader DHfK II zugeteilt, der Mannschaft mit den Nachwuchstalenten, während in der I. Mannschaft die Nationalmannschafts-Aspiranten vereint waren. Das Projekt scheiterte bereits nach 14 Spieltagen wegen Erfolglosigkeit, und beide Mannschaften wurden aufgelöst. Giersch bestritt 13 Spiele (einmal DHfK I), danach wurde er mit einer Reihe von Mannschaftskameraden zum Sportklub der Kasernierten Volkspolizei, dem Oberligisten ZSK Vorwärts Berlin, transferiert. In der nun völlig umgebauten Mannschaft fand sich Giersch sofort zurecht und bestritt als rechter Läufer die restlichen zwölf Oberligaspiele. In der Übergangsrunde 1955, die mit 13 Spielen zum Übergang in den Kalenderjahr-Spielrhythmus ausgetragen wurde, kam Giersch erneut in zwölf Begegnungen zum Einsatz. 1956 spielte Giersch seine letzte Saison bei Vorwärts Berlin. Er war weiterhin als rechter Läufer gesetzt und bestritt bis zum August 1966 alle 15 Spiele in der Oberliga. 
Mit Beginn der Spielzeit 1957 spielte Giersch wieder für die BSG Wismut Gera. Diese war nach wie vor in der 1. DDR-Liga (es gab inzwischen die drittklassige II. DDR-Liga) vertreten. Dort war er noch bis zum Ende der Saison 1963/64 (Rückkehr zur Sommer-Frühjahr-Saison) aktiv. In diesen sieben Spielzeiten wurden insgesamt 199 DDR-Liga-Spiele ausgetragen, von denen Giersch in 133 Partien aufgeboten wurde. Als er im Sommer 1964 seine Laufbahn als Fußballspieler im höherklassigen Bereich beendete, konnte er auf eine Bilanz von 62 Oberligaspielen mit fünf Toren und 169 DDR-Liga-Spielen mit zehn Toren zurückblicken.